# Roy Jenkins
Roy Harris Jenkins, Barón Jenkins de Hillhead (Abersychan, 11 de noviembre de 1920-Oxfordshire, 5 de enero de 2003) fue un político británico, miembro sucesivamente del Partido Laborista, del Partido Social Demócrata y del Partido Liberal Demócrata, y ministro en diversas ocasiones durante la década de 1960 y 1970. En 1977 fue nombrado Presidente de la Comisión Europea, cargo que ocupó hasta finales de 1981.

## Biografía
Nació en Abersychan, población situada en el condado galés de Monmouthshire. Estudió Ciencias Políticas en la Universidad de Cardiff y en la de Oxford, donde se relacionó con los futuros ministros Tony Crosland, Denis Healey y el futuro primer ministro Edward Heath.
En 1987 fue nombrado Barón Jenkins of Hillhead, convirtiéndose en miembro de la Cámara de los Lores, donde en 1993 fue designado líder de los Liberales Demócratas en dicha cámara, cargo que ocupó hasta 1997. Murió a Oxfordshire en 2003 a consecuencia de un infarto de miocardio.

## Actividad política

### Política nacional
Después de participar activamente en la Segunda Guerra Mundial, fue elegido miembro de la Cámara de los Comunes en 1948 en representación del Partido Laborista. En 1964 fue nombrado Ministro de Aviación en el gobierno de Harold Wilson, pero al año siguiente cambió de cartera ministerial para pasar a la de Interior, puesto que ocupó hasta 1967. En dicho periodo se suavizó la legislación sobre el divorcio y la censura teatral, y apoyó la legislación favorable al aborto. En 1967 fue nombrado Ministro de Economía, el segundo cargo en importancia en el gobierno británico. 
Elegido de nuevo para la Cámara de los Comunes en 1970, su partido perdió las elecciones generales de aquel año. En 1972 dimitío como diputado por la convocatoria en el seno del Partido Laborista de un referéndum para decidir la participación del país en el seno de la Comunidad Económica Europea, en la que Jenkins creía firmemente. Ese mismo año fue galardonado con el Premio Carlomagno, concedido por la ciudad de Aquisgrán, en reconocimiento a su impulso por la unidad europea.
En 1974 el Partido Laborista regresó al poder, siendo nombrado de nuevo Ministro del Interior, cargo que ocupó hasta 1976 y durante el que impulsó unas polémicas iniciativas legislativas antiterroristas.

### Política europea
En 1976 fue candidato para presidir el Partido Laborista, pero quedó en tercera posición por detrás de James Callaghan y Michael Foot. Después de intentar ocupar la cartera de Ministro de Asuntos Exteriores en el nuevo gobierno laborista de Callaghan, aceptó el nombramiento de Presidente de la Comisión Europea. La Comisión Jenkins desarrolló la unión económica y monetaria de la CEE mediante la creación del Sistema Monetario Europeo y la adopción de la ECU como moneda propia. Fue sustituido por Gaston Thorn.

### Cambio de partido
En 1981, al finalizar su cargo de Presidente de la Comisión Europea, se distanció del Partido Laborista y fundó un nuevo partido, el Partido Social Democrático (SDP), que lideró entre los años 1982 y 1983. En 1982 volvió a su escaño en la Cámara de los Comunes en el seno de su nueva formación política hasta 1987, integrándose entonces en el Partido Liberal Demócrata.

## Actividad literaria
Jenkins escribió un total de 19 libros. Destacó especialmente en el campo de las biografías, entre las que destacan las de Charles Dilke, H. H. Asquith, Clement Attlee, William Gladstone (1995, Premio Withbread de biografía) y Winston Churchill (2001). En el momento de su muerte estaba comenzando a trabajar en la biografía de John Fitzgerald Kennedy.